# Gran Premio motociclistico di Gran Bretagna 2016
Il Gran Premio motociclistico di Gran Bretagna 2016 è stato la dodicesima prova del motomondiale del 2016. Si tratta della 40ª edizione di questo GP con questa denominazione.
Nelle gare si sono registrare le vittorie di: Maverick Viñales in MotoGP, Thomas Lüthi in Moto2 e Brad Binder in Moto3. Con la vittoria di Viñales, la prima in MotoGP per il pilota spagnolo (17ª totale della sua carriera nel motomondiale), la Suzuki torna a vincere una gara del motomondiale a distanza di 9 anni, ovvero dalla vittoria di Chris Vermeulen al Gran Premio di Francia 2007 con la Suzuki GSV-R.

## MotoGP

### Arrivati al traguardo
| Pos. | Nº | Pilota           | Squadra                       | Motocicletta       | Giri | Tempo     | Griglia | Punti |
| ---- | -- | ---------------- | ----------------------------- | ------------------ | ---- | --------- | ------- | ----- |
| 1º   | 25 | Maverick Viñales | Suzuki Ecstar                 | Suzuki GSX-RR      | 19   | 39'03.559 | 3º      | 25    |
| 2º   | 35 | Cal Crutchlow    | LCR Honda                     | Honda RC213V       | 19   | +3.480    | 1º      | 20    |
| 3º   | 46 | Valentino Rossi  | Movistar Yamaha               | Yamaha YZR-M1      | 19   | +4.063    | 2º      | 16    |
| 4º   | 93 | Marc Márquez     | Repsol Honda                  | Honda RC213V       | 19   | +5.992    | 5º      | 13    |
| 5º   | 26 | Dani Pedrosa     | Repsol Honda                  | Honda RC213V       | 19   | +6.381    | 4º      | 11    |
| 6º   | 4  | Andrea Dovizioso | Ducati Team                   | Ducati Desmosedici | 19   | +12.303   | 10º     | 10    |
| 7º   | 41 | Aleix Espargaró  | Suzuki Ecstar                 | Suzuki GSX-RR      | 19   | +16.672   | 11º     | 9     |
| 8º   | 99 | Jorge Lorenzo    | Movistar Yamaha               | Yamaha YZR-M1      | 19   | +19.432   | 9º      | 8     |
| 9º   | 9  | Danilo Petrucci  | Octo Pramac Yakhnich          | Ducati Desmosedici | 19   | +25.618   | 14º     | 7     |
| 10º  | 19 | Álvaro Bautista  | Aprilia Racing Team Gresini   | Aprilia RS-GP      | 19   | +32.084   | 19º     | 6     |
| 11º  | 68 | Yonny Hernández  | Pull & Bear Aspar             | Ducati Desmosedici | 19   | +36.131   | 20º     | 5     |
| 12º  | 50 | Eugene Laverty   | Pull & Bear Aspar             | Ducati Desmosedici | 19   | +39.130   | 6º      | 4     |
| 13º  | 22 | Alex Lowes       | Monster Yamaha Tech 3         | Yamaha YZR-M1      | 19   | +40.143   | 16º     | 3     |
| 14º  | 8  | Héctor Barberá   | Avintia Racing                | Ducati Desmosedici | 19   | +41.356   | 18º     | 2     |
| 15º  | 53 | Esteve Rabat     | Estrella Galicia 0,0 Marc VDS | Honda RC213V       | 19   | +41.943   | 21º     | 1     |
| 16º  | 43 | Jack Miller      | Estrella Galicia 0,0 Marc VDS | Honda RC213V       | 19   | +47.610   | 12º     |       |
| 17º  | 45 | Scott Redding    | Octo Pramac Yakhnich          | Ducati Desmosedici | 19   | +1'56.177 | 7º      |       |

### Ritirati
| Nº | Pilota         | Squadra                     | Motocicletta       | Giri | Griglia |
| -- | -------------- | --------------------------- | ------------------ | ---- | ------- |
| 29 | Andrea Iannone | Ducati Team                 | Ducati Desmosedici | 13   | 8º      |
| 6  | Stefan Bradl   | Aprilia Racing Team Gresini | Aprilia RS-GP      | 2    | 17º     |

### Non partiti
| Nº | Pilota        | Squadra               | Motocicletta       | Griglia |
| -- | ------------- | --------------------- | ------------------ | ------- |
| 76 | Loris Baz     | Avintia Racing        | Ducati Desmosedici | 13º     |
| 44 | Pol Espargaró | Monster Yamaha Tech 3 | Yamaha YZR-M1      | 15º     |

## Moto2

### Arrivati al traguardo
| Pos. | Nº | Pilota              | Squadra                       | Motocicletta       | Giri | Tempo     | Griglia | Punti |
| ---- | -- | ------------------- | ----------------------------- | ------------------ | ---- | --------- | ------- | ----- |
| 1º   | 12 | Thomas Lüthi        | Garage Plus Interwetten       | Kalex Moto2        | 18   | 38'49.473 | 10º     | 25    |
| 2º   | 21 | Franco Morbidelli   | Estrella Galicia 0,0 Marc VDS | Kalex Moto2        | 18   | +0.856    | 6º      | 20    |
| 3º   | 30 | Takaaki Nakagami    | Idemitsu Honda Team Asia      | Kalex Moto2        | 18   | +1.179    | 11º     | 16    |
| 4º   | 55 | Hafizh Syahrin      | Petronas Raceline Malaysia    | Kalex Moto2        | 18   | +1.359    | 5º      | 13    |
| 5º   | 94 | Jonas Folger        | Dynavolt Intact GP            | Kalex Moto2        | 18   | +1.970    | 3º      | 11    |
| 6º   | 7  | Lorenzo Baldassarri | Forward Team                  | Kalex Moto2        | 18   | +5.292    | 8º      | 10    |
| 7º   | 40 | Álex Rins           | Paginas Amarillas HP 40       | Kalex Moto2        | 18   | +7.962    | 19º     | 9     |
| 8º   | 24 | Simone Corsi        | Speed Up Racing               | Speed Up SF16      | 18   | +8.421    | 9º      | 8     |
| 9º   | 54 | Mattia Pasini       | Italtrans Racing              | Kalex Moto2        | 18   | +8.556    | 27º     | 7     |
| 10º  | 49 | Axel Pons           | AGR Team                      | Kalex Moto2        | 18   | +13.740   | 25º     | 6     |
| 11º  | 23 | Marcel Schrötter    | AGR Team                      | Kalex Moto2        | 18   | +15.381   | 23º     | 5     |
| 12º  | 11 | Sandro Cortese      | Dynavolt Intact GP            | Kalex Moto2        | 18   | +16.089   | 14º     | 4     |
| 13º  | 97 | Xavi Vierge         | Tech 3 Racing                 | Tech 3 Mistral 610 | 18   | +16.564   | 17º     | 3     |
| 14º  | 60 | Julián Simón        | QMMF Racing                   | Speed Up SF16      | 18   | +22.155   | 13º     | 2     |
| 15º  | 52 | Danny Kent          | Leopard Racing                | Kalex Moto2        | 18   | +22.190   | 12º     | 1     |
| 16º  | 19 | Xavier Siméon       | QMMF Racing                   | Speed Up SF16      | 18   | +27.892   | 22º     |       |
| 17º  | 2  | Jesko Raffin        | Sports-Millions-EMWE-SAG      | Kalex Moto2        | 18   | +29.045   | 18º     |       |
| 18º  | 14 | Ratthapark Wilairot | Idemitsu Honda Team Asia      | Kalex Moto2        | 18   | +29.195   | 28º     |       |
| 19º  | 27 | Iker Lecuona        | CarXpert Interwetten          | Kalex Moto2        | 18   | +31.565   | 26º     |       |
| 20º  | 87 | Remy Gardner        | Tasca Racing                  | Kalex Moto2        | 18   | +31.722   | 21º     |       |
| 21º  | 22 | Sam Lowes           | Federal Oil Gresini           | Kalex Moto2        | 18   | +32.701   | 1º      |       |
| 22º  | 5  | Johann Zarco        | Ajo Motorsport                | Kalex Moto2        | 18   | +35.232   | 2º      |       |
| 23º  | 57 | Edgar Pons          | Paginas Amarillas HP 40       | Kalex Moto2        | 18   | +38.296   | 20º     |       |
| 24º  | 70 | Robin Mulhauser     | CarXpert Interwetten          | Kalex Moto2        | 18   | +38.716   | 24º     |       |
| 25º  | 73 | Álex Márquez        | Estrella Galicia 0,0 Marc VDS | Kalex Moto2        | 18   | +44.146   | 4º      |       |

### Ritirati
| Nº | Pilota          | Squadra        | Motocicletta       | Giri | Griglia |
| -- | --------------- | -------------- | ------------------ | ---- | ------- |
| 10 | Luca Marini     | Forward Team   | Kalex Moto2        | 17   | 16º     |
| 44 | Miguel Oliveira | Leopard Racing | Kalex Moto2        | 11   | 15º     |
| 32 | Isaac Viñales   | Tech 3 Racing  | Tech 3 Mistral 610 | 0    | 7º      |

## Moto3

### Arrivati al traguardo
| Pos. | Nº | Pilota                | Squadra                  | Motocicletta   | Giri | Tempo     | Griglia | Punti |
| ---- | -- | --------------------- | ------------------------ | -------------- | ---- | --------- | ------- | ----- |
| 1º   | 41 | Brad Binder           | Red Bull KTM Ajo         | KTM RC 250 GP  | 17   | 38'39.142 | 4º      | 25    |
| 2º   | 21 | Francesco Bagnaia     | Northgate Mahindra Aspar | Mahindra MGP3O | 17   | +0.183    | 1º      | 20    |
| 3º   | 64 | Bo Bendsneyder        | Red Bull KTM Ajo         | KTM RC 250 GP  | 17   | +0.336    | 8º      | 16    |
| 4º   | 62 | Stefano Manzi         | Mahindra Racing          | Mahindra MGP3O | 17   | +0.787    | 34º     | 13    |
| 5º   | 8  | Nicolò Bulega         | SKY Racing Team VR46     | KTM RC 250 GP  | 17   | +0.802    | 9º      | 11    |
| 6º   | 4  | Fabio Di Giannantonio | Gresini Racing           | Honda NSF250R  | 17   | +0.883    | 25º     | 10    |
| 7º   | 33 | Enea Bastianini       | Gresini Racing           | Honda NSF250R  | 17   | +1.016    | 2º      | 9     |
| 8º   | 44 | Arón Canet            | Estrella Galicia 0,0     | Honda NSF250R  | 17   | +1.409    | 12º     | 8     |
| 9º   | 36 | Joan Mir              | Leopard Racing           | KTM RC 250 GP  | 17   | +1.193    | 5º      | 7     |
| 10º  | 88 | Jorge Martín          | Northgate Mahindra Aspar | Mahindra MGP3O | 17   | +1.624    | 7º      | 6     |
| 11º  | 19 | Gabriel Rodrigo       | RBA Racing               | KTM RC 250 GP  | 17   | +2.400    | 14º     | 5     |
| 12º  | 65 | Philipp Öttl          | Schedl GP Racing         | KTM RC 250 GP  | 17   | +8.585    | 23º     | 4     |
| 13º  | 95 | Jules Danilo          | Ongetta-Rivacold         | Honda NSF250R  | 17   | +12.807   | 6º      | 3     |
| 14º  | 55 | Andrea Locatelli      | Leopard Racing           | KTM RC 250 GP  | 17   | +12.839   | 11º     | 2     |
| 15º  | 84 | Jakub Kornfeil        | Drive M7 SIC Racing      | Honda NSF250R  | 17   | +12.885   | 15º     | 1     |
| 16º  | 58 | Juanfran Guevara      | RBA Racing               | KTM RC 250 GP  | 17   | +13.174   | 28º     |       |
| 17º  | 17 | John McPhee           | Peugeot MC Saxoprint     | Peugeot MGP3O  | 17   | +13.216   | 17º     |       |
| 18º  | 48 | Lorenzo Dalla Porta   | SKY Racing Team VR46     | KTM RC 250 GP  | 17   | +13.326   | 10º     |       |
| 19º  | 76 | Hiroki Ono            | Honda Team Asia          | Honda NSF250R  | 17   | +16.963   | 19º     |       |
| 20º  | 11 | Livio Loi             | RW Racing GP BV          | Honda NSF250R  | 17   | +32.397   | 22º     |       |
| 21º  | 40 | Darryn Binder         | Platinum Bay Real Estate | Mahindra MGP3O | 17   | +39.125   | 27º     |       |
| 22º  | 89 | Khairul Idham Pawi    | Honda Team Asia          | Honda NSF250R  | 17   | +39.140   | 16º     |       |
| 23º  | 7  | Adam Norrodin         | Drive M7 SIC Racing      | Honda NSF250R  | 17   | +39.257   | 24º     |       |
| 24º  | 53 | Marco Bezzecchi       | Mahindra Racing          | Mahindra MGP3O | 17   | +39.414   | 35º     |       |
| 25º  | 24 | Tatsuki Suzuki        | CIP-Unicom Starker       | Mahindra MGP3O | 17   | +39.516   | 29º     |       |
| 26ª  | 6  | María Herrera         | MH6 Team                 | KTM RC 250 GP  | 17   | +39.714   | 13ª     |       |
| 27º  | 3  | Fabio Spiranelli      | CIP-Unicom Starker       | Mahindra MGP3O | 17   | +51.679   | 33º     |       |
| 28º  | 77 | Lorenzo Petrarca      | 3570 Team Italia         | Mahindra MGP3O | 17   | +1'09.870 | 30º     |       |
| 29º  | 16 | Andrea Migno          | SKY Racing Team VR46     | KTM RC 250 GP  | 17   | +1'32.740 | 20º     |       |

### Ritirati
| Nº | Pilota            | Squadra                  | Motocicletta   | Giri | Griglia |
| -- | ----------------- | ------------------------ | -------------- | ---- | ------- |
| 9  | Jorge Navarro     | Estrella Galicia 0,0     | Honda NSF250R  | 15   | 18º     |
| 43 | Stefano Valtulini | 3570 Team Italia         | Mahindra MGP3O | 15   | 31º     |
| 42 | Marcos Ramírez    | Platinum Bay Real Estate | Mahindra MGP3O | 14   | 26º     |
| 20 | Fabio Quartararo  | Leopard Racing           | KTM RC 250 GP  | 5    | 21º     |
| 12 | Albert Arenas     | Peugeot MC Saxoprint     | Peugeot MGP3O  | 0    | 32º     |

### Squalificato
| Nº | Pilota            | Squadra          | Motocicletta  | Giri | Griglia |
| -- | ----------------- | ---------------- | ------------- | ---- | ------- |
| 23 | Niccolò Antonelli | Ongetta-Rivacold | Honda NSF250R | 17   | 3º      |